# Fortuinzoekers
Fortuinzoekers  is een stripreeks gemaakt door de Belgische striptekenaar en schrijver Franz Drappier. Het is een tweeluik waarin de verhalen zich grotendeels afspelen in het Caribisch gebied. Het is een piratenstrip met veel actie, duels en humor, door de tekenaar realistisch in beeld gebracht. De albums verschenen in de collectie 500 van uitgeverij Talent in 2001-2002.

## verhaal
In deze tweeluik staan de avonturen van de vurige boekhouder Andrew Eastborne centraal. Hij gaat scheeps naar West-Indië. Tijdens de overtocht is zijn omgang met Priscilla, de dochter van McKenzies iets te innig. Ze worden betrapt en Andrew wordt afgezet op een onbewoond tropisch eiland. Op dit eiland bevrijdt Andrew een inlandse schone uit de handen van een groepje kannibalen. Ze weten te vluchten en worden opgepikt van het eiland door piraten. Deze hebben het schip waarmee Andrew de overtocht zou maken buit gemaakt. 
Zoals vaker in de strips van Drappier spelen de vrouwen in deze reeks een sterke rol. Priscilla en Timi zijn gelijkwaardig aan Andrew en deze soms zelfs de baas

## Albums
| Nummer | Titel                      | Jaar |
| ------ | -------------------------- | ---- |
| 1      | Gewoon een eiland          | 2001 |
| 2      | In het midden van nergens… | 2002 |